# Frederico Augusto II da Saxônia
Frederico Augusto II (Dresden, 18 de maio de 1797 – Karrösten, 9 de agosto de 1854) foi o Rei da Saxônia de 1836 até sua morte. Era o filho mais velho de Maximiliano, Príncipe Herdeiro da Saxônia, e sua esposa primeira esposa Carolina de Parma, ascendendo ao trono após a morte de seu tio Antônio.

## Biografia
Frederico Augusto era filho do príncipe Maximiliano da Saxônia (1759-1838) e de sua esposa, a princesa Carolina de Parma (1770-1804), uma descendente de, entre outros, Maria Teresa da Áustria, Filipe V da Espanha e Luís XV da França.
Casou-se por procuração em Viena, em 26 de setembro de 1819, e em pessoa em Dresden, em 7 de outubro de 1819, com Maria Carolina da Áustria (1801-1832), arquiduquesa de Áustria, filha do imperador Francisco I. Maria Carolina era irmã de D. Maria Leopoldina da Áustria, consorte de D. Pedro I do Brasil. Esse casamento não gerou filhos.
Após a morte de sua primeira esposa, Frederico casou-se com a princesa Maria Ana da Baviera (1805-1877), em 24 de abril de 1833, também em Dresda. Maria Ana era filha do rei Maximiliano I da Baviera. Esse casamento também não gerou filhos.
O músico Theodor Uhlig (1822–1853) foi um filho ilegítimo de Frederico Augusto.
Frederico Augusto II foi sucedido por seu irmão, João.